# Saint-Michel-de-Villadeix
Saint-Michel-de-Villadeix är en kommun i departementet Dordogne i regionen Nouvelle-Aquitaine i sydvästra Frankrike. Kommunen ligger i kantonen Vergt som tillhör arrondissementet Périgueux. År 2022 hade Saint-Michel-de-Villadeix 299 invånare.

## Befolkningsutveckling
Antalet invånare i kommunen Saint-Michel-de-Villadeix
Referens:INSEE